# 13609 Lewicki
13609 Lewicki este un asteroid din centura principală de asteroizi.

## Descriere
13609 Lewicki este un asteroid din centura principală de asteroizi. A fost descoperit pe 10 octombrie 1994 la Kitt Peak National Observatory în cadrul proiectului Spacewatch. Asteroidul prezintă o orbită caracterizată de o semiaxă mare de 2,47 ua, o excentricitate de 0,07 și o înclinație de 2,2° în raport cu ecliptica.